# Isa Günther
Isa Günther (née le 20 mai 1938 à Munich) est une actrice allemande.

## Biographie
Avec sa sœur jumelle Jutta Günther, Isa Günther commence sa carrière cinématographique en 1950 dans Petite Maman, adaptation du livre pour enfants d'Erich Kästner.
Si ce film réalisé par Josef von Baky est un succès au box-office et est le premier film à remporter le Filmband in Gold (de), les films suivants sont plutôt oubliés.
Isa Günther ne joue que deux fois sans sa sœur jumelle, à savoir Klara Sesemann dans les films Heidi (1952) et Heidi et Pierre (1955).
Les jumelles Günther mettent fin à leur carrière cinématographique à 20 ans.

## Filmographie

### Cinéma
- 1950 : Petite Maman (Das doppelte Lottchen) : Luise Palfy
- 1952 : Heidi : Klara Sesemann
- 1952 : Die Wirtin von Maria Wörth : Isa
- 1953 : Ich und meine Frau : Gloria Naglmüller
- 1954 : Le Premier Baiser : Helga
- 1954 : An jedem Finger zehn : Une dame dans le public
- 1955 : Du bist die Richtige : Gerda Selby
- 1955 : Heidi et Pierre : Klara Sesemann
- 1956 : La Fée du Bodensee (Die Fischerin von Bodensee) : Anny Schweizer
- 1956 : Liebe, Sommer und Musik : Netti
- 1957 : Vier Mädels aus der Wachau : Christl
- 1957 : Die Zwillinge vom Zillertal : Christel
- 1958 : Der Sündenbock von Spatzenhausen : Margot